# Giải bóng đá Ngoại hạng Namibia
Giải bóng đá Ngoại hạng Namibia, còn có tên là Giải bóng đá Ngoại hạng Namibia MTC vì lý do tài trợ, là cấp độ cao nhất của bóng đá ở Namibia. Giải được thành lập năm 1985 và giảm xuống từ 16 còn 12 đội vào năm 2005.

## Câu lạc bộ Giải bóng đá Ngoại hạng Namibia mùa giải 2017-18
- African Stars (Windhoek)
- Black Africa (Windhoek)
- Blue Waters (Walvis Bay)
- Chief Santos (Tsumeb)
- Citizens (Windhoek)
- Civics (Windhoek)
- Eleven Arrows (Walvis Bay)
- Life Fighters (Otjiwarongo)
- Mighty Gunners (Otjiwarongo)
- Orlando Pirates (Windhoek)
- Rundu Chiefs (Rundu)
- Tigers (Windhoek)
- Tura Magic (Windhoek)
- UNAM (Windhoek)
- Young Africans (Gobabis)
- Young Chiefs (Oshakati)

## Đội vô địch trước đây
Giải bóng đá quốc gia Namibia
- 1985: Tigers (Windhoek)
- 1986: Chelsea (Grootfontein)
- 1987: Black Africa (Windhoek)
- 1988: Blue Waters (Walvis Bay)
- 1989: Black Africa (Windhoek)
- 1990: Orlando Pirates (Windhoek)

Từ khi độc lập
- 1991: Eleven Arrows (Walvis Bay)
- 1992: Ramblers (Windhoek)
- 1993: Chief Santos (Tsumeb)
- 1994: Black Africa (Windhoek)
- 1995: Black Africa (Windhoek)
- 1996: Blue Waters (Walvis Bay)
- 1997: không diễn ra
- 1998: Black Africa (Windhoek)
- 1999: Black Africa (Windhoek)
- 2000: Blue Waters (Walvis Bay)
- 2001–02: Liverpool (Okahandja)
- 2002–03: Chief Santos (Tsumeb)
- 2003–04: Blue Waters (Walvis Bay)
- 2004–05: FC Civics (Windhoek)
- 2005–06: FC Civics (Windhoek)
- 2006–07: FC Civics (Windhoek)
- 2007–08: Orlando Pirates (Windhoek)
- 2008–09: African Stars (Windhoek)
- 2009–10: African Stars (Windhoek)
- 2010–11: Black Africa (Windhoek)
- 2011–12: Black Africa (Windhoek)
- 2012–13: Black Africa (Windhoek)
- 2013–14: Black Africa (Windhoek)
- 2014–15: African Stars (Windhoek)
- 2015–16: Tigers (Windhoek)
- 2016–17: Không diễn ra

### Nhiều danh hiệu nhất
| Câu lạc bộ             | Số danh hiệu |
| ---------------------- | ------------ |
| Black Africa           | 10           |
| Blue Waters            | 4            |
| African Stars          | 3            |
| FC Civics              | 3            |
| Chief Santos           | 2            |
| Orlando Pirates        | 2            |
| Tigers                 | 2            |
| Chelsea (Grootfontein) | 1            |
| Eleven Arrows          | 1            |
| Liverpool              | 1            |
| Ramblers               | 1            |

## Vua phá lưới
| Năm     | Vua phá lưới                  | Đội                   | Số bàn thắng |
| 2001–02 | William Chilufya              | Liverpool             | 27           |
| 2003–04 | Costa Khaiseb                 | Ramblers              | 29           |
| 2004–05 | Armando Pedro                 | Blue Waters           | 23           |
| 2005–06 | Heinrich Isaacs               | Civics                | 20           |
| 2006–07 | William Chilufya              | Civics                | 17           |
| 2007–08 | Pineas Jacob                  | Ramblers              | 12           |
| 2008–09 | Jerome Louis                  | Black Africa          | 22           |
| 2009–10 | Jerome Louis                  | Black Africa          | 17           |
| 2010–11 | Harold Ochurub                | Mighty Gunners        | 12           |
| 2011–12 | Jerome Louis Richard Kavendji | Black Africa Hotspurs | 12           |